# Adinazolam
Adinazolam  (được bán dưới tên Deracyn) là một dẫn xuất của benzodiazepine, và cụ thể hơn là một triazolobenzodiazepine (TBZD). Nó có tính chất giải lo âu, chống co giật, an thần và chống trầm cảm . Adinazolam được phát triển bởi Tiến sĩ Jackson B. Hester, người đang tìm cách tăng cường các đặc tính chống trầm cảm của alprazolam, mà ông cũng đã phát triển. Adinazolam không bao giờ được FDA chấp thuận và không bao giờ được cung cấp cho thị trường công cộng, tuy nhiên nó đã được bán dưới dạng thuốc thiết kế.

## Tác dụng phụ
Quá liều có thể bao gồm yếu cơ, mất điều hòa, rối loạn chức năng và đặc biệt ở trẻ em hưng phấn nghịch lý, cũng như phản xạ giảm, lú lẫn và hôn mê có thể xảy ra trong trường hợp nghiêm trọng hơn.
Một nghiên cứu ở người so sánh tác dụng chủ quan và khả năng lạm dụng của adinazolam (30   mg và 50   mg) với diazepam, lorazepam và giả dược cho thấy adinazolam gây ra "sự an thần và thể chất" nhất và "khó chịu tinh thần" lớn nhất.

## Dược động học và dược động học
Adinazolam liên kết với các thụ thể benzodiazepine loại ngoại vi tương tác allosteric với thụ thể GABA như một chất chủ vận để tạo ra tác dụng ức chế.

## Chuyển hóa
Adinazolam đã được báo cáo là có chất chuyển hóa hoạt động trong số tháng 8 năm 1984 của Tạp chí Dược và Dược. Chất chuyển hóa chính là N-desmethyladinazolam. NDMAD có ái lực cao khoảng 25 lần đối với các thụ thể benzodiazepine so với tiền chất của nó, chiếm các tác dụng giống như benzodiazepine sau khi uống. Nhiều N-dealkylation dẫn đến việc loại bỏ chuỗi bên dimethylaminomethyl, dẫn đến sự khác biệt về tiềm năng của nó. Hai chất chuyển hóa khác là alpha-hydroxyalprazolam và estazolam. Trong số tháng 8 năm 1986 của cùng một tạp chí, Sethy, Francis và Day đã báo cáo rằng proadifen đã ức chế sự hình thành của N-desmethyladinazolam.